# Municipio de Jackson (condado de Auglaize)
El municipio de Jackson (en inglés: Jackson Township) es un municipio ubicado en el condado de Auglaize en el estado estadounidense de Ohio. En el año 2010 tenía una población de 3649 habitantes y una densidad poblacional de 69,38 personas por km².

## Geografía
El municipio de Jackson se encuentra ubicado en las coordenadas 40°23′58″N 84°24′6″O / 40.39944, -84.40167. Según la Oficina del Censo de los Estados Unidos, el municipio tiene una superficie total de 52.59 km², de la cual 52.58 km² corresponden a tierra firme y (0.02%) 0.01 km² es agua.

## Demografía
Según el censo de 2010, había 3649 personas residiendo en el municipio de Jackson. La densidad de población era de 69,38 hab./km². De los 3649 habitantes, el municipio de Jackson estaba compuesto por el 99.26% blancos, el 0.03% eran afroamericanos, el 0.05% eran amerindios, el 0.11% eran asiáticos, el 0.05% eran isleños del Pacífico, el 0.08% eran de otras razas y el 0.41% pertenecían a dos o más razas. Del total de la población el 0.93% eran hispanos o latinos de cualquier raza.